# Банва
Банва (фр. Banwa) — одна из 45 провинций Буркина-Фасо. Находится в регионе Букле-ду-Мухун, столица провинции — Солензо. Площадь Банва — 5882 км².
Население по состоянию на 2006 год — 267 934 человек, из них 131 100 — мужчины, а 136 834 — женщины.

## Административное деление
Банва подразделяется на 6 департаментов.